# الدوري الهولندي الممتاز 1954–55
الدوري الهولندي الممتاز 1954–55 (بالهولندية: Nederlands landskampioenschap voetbal 1954/55)‏ هو الموسم 1 من الدوري الهولندي الممتاز. أقيم خلال الفترة 1954 وحتى 1955، وأشرف على تنظيمه الاتحاد الملكي الهولندي لكرة القدم، وكان عدد الأندية المشاركة فيه 56، وفاز فيه فيلم تو تيلبورغ.